# Квас Осип
О́сип Ква́с (1891 — ?) — один із організаторів УСС, командант (командир) скорострільної (кулеметної) сотні.

## Життєпис
Осип Квас народився в 1891 у Львові, (за іншими даними у 1893). Навчався у Львівській політехніці.
Активний учасник стрілецького руху у Галичині. Був одним із засновників «Мазепинського мілітарного курсу» — таємної організації, яка провадила військовий вишкіл для молоді.
Взимку 1914—1915 — хорунжий буковинських стрільців. У легіоні УСС у складі УГА в ранзі поручника був командиром скорострільної (кулеметної) сотні III куреня 1-ї бригади УСС, брав участь у боях поблизу Христинівки, Умані в 1919 році.